# Rhynchostegium isopterygioides
Rhynchostegium isopterygioides är en bladmossart som beskrevs av Jules Cardot 1911. Rhynchostegium isopterygioides ingår i släktet näbbmossor, och familjen Brachytheciaceae. Inga underarter finns listade i Catalogue of Life.